# Flugplatz Bad Sobernheim-Domberg

i7
i11
i13
Der Flugplatz Bad Sobernheim-Domberg (ICAO-Code: EDRS) ist ein Verkehrslandeplatz in unmittelbarer Nähe der Stadt Bad Sobernheim in Rheinland-Pfalz. Er wird vom Flugsportverein Sobernheim betrieben und dient hauptsächlich dem Flugsport. Der Flugplatz verfügt über ein Flugplatzrestaurant und ist nicht direkt mit öffentlichen Verkehrsmitteln zu erreichen.